# Affaire X
« Cas X » redirige ici. Pour l’article homophone, voir KX.
L'affaire Attorney General v X, [1992] IESC 1; [1992] 1 IR 1, plus connu sous le nom d'« Affaire X » (X Case en anglais) est une affaire judiciaire majeure de la Cour suprême d'Irlande, qui établit le droit des femmes irlandaises à l'avortement si la grossesse met leur vie en danger, y compris en raison d'un risque de suicide.

## Affaire X
L'affaire concerne une fille de quatorze ans, nommée « X » dans les procès-verbaux et par les médias pour protéger son identité, pupille de l'État et qui se trouve enceinte après avoir été violée par un voisin. X fait part à sa mère d'idées suicidaires en raison de sa grossesse non voulue. Comme l'avortement est illégal en Irlande, la famille décide de se rendre au Royaume-Uni, pour permettre à la jeune fille d'avorter. Avant cela, la famille demande à la police irlandaise si l'ADN du fœtus avorté pourra être utilisé comme preuve lors du procès contre le voisin qui nie l'agression sexuelle.
Apprenant que X compte avorter, le procureur général (en), Harry Whelehan (en), invoque l'article 40.3.3 de la Constitution irlandaise qui interdit l'avortement, pour empêcher la procédure. L'injonction est appuyée par le juge du tribunal de grande instance, Declan Costello (en).
La famille fait alors appel à la Cour suprême, qui annule le jugement à la majorité de 4 voix contre 1. L'opinion majoritaire est qu'une femme a droit à l'avortement d'après l'article 40.3.3 s'il existe un « risque avéré et non négligeable » pour sa vie. Ce droit n'existe pas si le risque concerne sa santé mais pas sa vie, mais il existe si le risque est celui d'un suicide.
X fait une fausse couche peu après le verdict. Le juge de la cour suprême Hugh O'Flaherty explique lors d'une interview dansThe Irish Times que l' affaire X était « très particulière en raison de son contexte particulier », puisque X n'a finalement pas avorté, ce qui annule le jugement d'après la loi irlandaise. D'après le juge, le raisonnement derrière la décision finale qui autorisait X à avorter au Royaume-Uni en raison de ses pulsions suicidaires était : « La dure réalité, c'est que si une personne enceinte se suicide, vous perdez la mère et l'enfant ».
En 1994, l'agresseur de X, dont on apprend en 2003 qu'il s'appelle Sean O'Brien, est jugé et condamné à 14 ans de prison pour abus sexuel sur une mineure. En cour d'appel, la condamnation passe à 4 ans et il effectue 3 ans de peine. En 2002, la veille d'un autre référendum sur l'avortement (le 25e amendement), il est une nouvelle fois jugé pour agression sexuelle et séquestration d'une autre enfant de 15 ans, et il est condamné à 3 ans et demi de prison en 1999.
Le 12 juillet 2013, 7 799 jours après le verdict et après la mort de Savita Halappanavar (en) en 2012, le Dáil Éireann promulgue le Protection of Life During Pregnancy Act 2013 (en) par 127 voix contre 31, et légalise l'avortement en cas de risque de suicide.

### Amendements constitutionnels
Le huitième amendement de la Constitution d'Irlande est promulgué fin 1983. Alors que l'avortement est illégal en Irlande, l'amendement inscrit cette illégalité dans la Constitution irlandaise et interdit ainsi au pouvoir judiciaire de la mettre en question. L'affaire X provoque la proposition de trois amendements à la constitution irlandaise au sujet de l'avortement, soumis à un référendum le 25 novembre 1992 : 
- Le 12e amendement (en) propose que l'interdiction des avortements s'applique même si la femme enceinte est susceptible de se suicider.
- Le 13e amendement (en) précise que l'avortement n'empêche pas les femmes enceintes de voyager hors du pays.
- Le 14e amendement (en) précise que l'interdiction de l'avortement n'inclut pas une interdiction de distribuer des informations au sujet des services d'avortement à l'étranger.

Les treizième et quatorzième amendements sont ratifiés mais le douzième n'obtient pas assez de voix. En 2002, une nouvelle tentative d'empêcher l'autorisation pour cause de risque de suicide donne lieu au vingt-cinquième amendement (en), qui n'est pas non plus ratifié.

### Droit européen

#### Droit de l'Union européenne
L'Irlande rejoint la Communauté économique européenne en 1973, et les traités européens insistent sur le principe de libre circulation des personnes à l'intérieur de l'Union. Dès 1964, l'arrêt Costa contre ENEL établit que le droit de l'Union transcende la loi nationale. Cependant, en 1992, le traité de Maastricht accorde une exception à l'Irlande pour protéger ses lois sur l'avortement.
À l'époque, on estime que cette exemption signifie que l'Union européenne ne pourra jamais imposer un changement des lois sur l'avortement à l'Irlande. L'affaire X montre que le gouvernement irlandais comprend que ses lois contre l'avortement peuvent empêcher la libre circulation des personnes au sein de l'Union.

### Convention européenne des droits de l'homme
En 2010, dans A, B et C contre Irlande (en), la Cour européenne des droits de l'homme juge que l'Irlande ne respecte pas la Convention européenne des droits de l'homme, en ne permettant pas de procédure accessible et efficace pour qu'une femme puisse prouver qu'elle répond aux critères de l'avortement légal selon la loi irlandaise. Ce manquement est corrigé par le Protection of Life During Pregnancy Act en 2013.

### Conséquences politiques
Whelehan devient plus tard juge doyen, mais son comportement dans l'affaire X et le temps perdu avant l'extradition d'Irlande du Nord du père catholique Brendan Smyth (en), accusé de plusieurs actes de pédophilie, provoquent d'importantes critiques. La question divise, et finit par être la cause de la dissolution du gouvernement de coalition de l'époque. Sous la pression politique, Whelehan ne reste juge doyen que six jours.

## Interviews télévisées de 2010
Le programme télévisé Scannal de RTÉ est diffusé le 22 février 2010. Il suggère que les divergences d'opinion sur l'affaire sont toujours d'actualité, et que les faits de l'affaire étaient trop unique pour résoudre la question d'une façon simple à l'époque[pas clair],. Certaines citations sont mises en avant sur le site de la RTÉ :
- Harry Whelehan estime que « Le dilemme était cornélien. Il y avait un enfant à naître, à qui la Constitution donnait le droit de vivre. Personne d'autre que le procureur général ne pouvait défendre cet enfant ».
- Fintan O'Toole, journaliste, relève que « L'État allait forcer une enfant à porter l'enfant de son violeur »
- Cathal Mac Coille, journaliste de la RTÉ, estime qu'« On ne peut pas se référer à la constitution pour certaines choses et pas pour d'autres. C'est noir ou blanc. Harry Whelehan a respecté la constitution et je pense qu'il a fait ce qu'il fallait faire »